# Aksaray (Fatih)
Pour les articles homonymes, voir Aksaray (homonymie).
Aksaray est l'un des 57 quartiers du district de Fatih sur la rive européenne d'Istanbul, en Turquie.

## Personnalités liées
- Seray Şahiner (1984-), écrivaine turque.